# Sefid-Kuh
Sefid-Kuh, oder auch Sefid Kooh, ist ein 10 km südlich der Stadt Kermanschah in Iran gelegener Berg. Der höchste Gipfel ist 2805 Meter hoch.